# Aeroportul Manitowoc County
Aeroportul Manitowoc County (IATA: MTW, ICAO: KMTW, FAA LID: MTW) este un aeroport din Comitatul Manitowoc, Wisconsin, Statele Unite ale Americii ce deservește zona Manitowoc. Aeroportul a fost tranzitat în 2019 de 2 pasageri. A fost numit după zona deservită.
Situat la o altitudine de 198 m, aeroportul dispune de 2 piste.

## Infrastructură

### Piste
Aeroportul dispune de 2 piste. Pista 07/25 are suprafața de asfalt și dimensiunile 3.341 picioare × 100 picioare. Pista 17/35 are suprafața de asfalt și dimensiunile 5.001 picioare × 100 picioare. 